# Małogoszcz (gromada)
Małogoszcz – dawna gromada, czyli najmniejsza jednostka podziału terytorialnego Polskiej Rzeczypospolitej Ludowej w latach 1954–1972.
Gromady, z gromadzkimi radami narodowymi (GRN) jako organami władzy najniższego stopnia na wsi, funkcjonowały od reformy reorganizującej administrację wiejską przeprowadzonej jesienią 1954 do momentu ich zniesienia z dniem 1 stycznia 1973, tym samym wypierając organizację gminną w latach 1954–1972.
Gromadę Małogoszcz z siedzibą GRN w Małogoszczu (wówczas wsi) utworzono – jako jedną z 8759 gromad na obszarze Polski – w powiecie jędrzejowskim w woj. kieleckim, na mocy uchwały nr 13b/54 WRN w Kielcach z dnia 29 września 1954. W skład jednostki weszły obszary dotychczasowych gromad Bocheniec, Leśnica, Małogoszcz i Zakrucze ze zniesionej gminy Małogoszcz oraz osiedle Brzezinki z dotychczasowej gromady Wola Teserowa ze zniesionej gminy Złotniki w tymże powiecie. Dla gromady ustalono 27 członków gromadzkiej rady narodowej.
31 grudnia 1961 do gromady Małogoszcz przyłączono wsie wieś i kolonię Mieronice oraz kolonię Antonielów ze zniesionej gromady Wola Teserowa.
Gromada przetrwała do końca 1972 roku, czyli do kolejnej reformy gminnej. 1 stycznia 1973 reaktywowano gminę Małogoszcz.